# Positions (canción)
«Positions» es una canción interpretada por la cantautora estadounidense Ariana Grande e incluida del sexto álbum del estudio del mismo nombre. Fue lanzada el 23 de octubre de 2020 a través de Republic Records.

## Video musical
El video musical que acompaña a «Positions» se lanzó junto con la canción el 23 de octubre de 2020. El video fue dirigido por Dave Meyers y muestra a Grande como la presidenta de los Estados Unidos. Muchas de las escenas del video fueron filmadas en la Biblioteca y Museo Presidencial Richard Nixon en Yorba Linda, California. El video recibió más de un millón de visitas en YouTube una hora después de su lanzamiento. El 26 de octubre, se publicó un video detrás de escena en el canal de YouTube de Grande.

### Sinopsis
El video musical de la canción muestra a Grande cumpliendo varias tareas presidenciales y domésticas, incluida la supervisión de una reunión del gabinete, la firma de órdenes ejecutivas en la Oficina Oval, la entrega de una medalla a los trabajadores postales (una respuesta a la crisis del Servicio Postal de los Estados Unidos de 2020), pasear perros en el South Lawn y preparando comida en una cocina de la Casa Blanca. A lo largo del video, usa una serie de atuendos que recuerdan a la ex primera dama de los Estados Unidos, Jacqueline Kennedy Onassis. Cuenta con cameos de colaboradores frecuentes Tayla Parx y Victoria Monét, así como de la madre de Grande, Joan. Los críticos notaron una conexión entre el tema del video y el último debate presidencial de Estados Unidos de 2020, que tuvo lugar horas antes del lanzamiento del video. Las siguientes personas también hicieron cameos en el video; Darrion Gallegos, Joan Grande, Josh Liu, Misha Lambert, Nija Charles, Paula Ayotte, Taya Shawki, Tayla Parx, Tyler Ford y Victoria Monét.

## Posicionamiento en listas
| Lista (2020)                           | Mejor posición |
| -------------------------------------- | -------------- |
| Alemania (Media Control AG)            | 9              |
| Argentina Hot 100 (Billboard)          | 42             |
| Australia (ARIA)                       | 1              |
| Austria (Ö3 Austria Top 40)            | 7              |
| Bélgica (Flandes) (Ultratop 50)        | 26             |
| Bélgica (Valonia) (Ultratop 50)        | 39             |
| Bulgaria (PROPHON)                     | 9              |
| Canadá Hot 100 (Billboard)             | 1              |
| Canadá CHR/Top 40 (Billboard)          | 30             |
| Corea del Sur (Gaon)                   | 160            |
| Dinamarca (Hitlisten)                  | 8              |
| Emiratos Árabes Unidos (Radiomonitor)  | 20             |
| Escocia (OCC)                          | 3              |
| Eslovaquia (Singles Digitál Top 100)   | 7              |
| España (PROMUSICAE)                    | 23             |
| Estados Unidos (Billboard Hot 100)     | 1              |
| Estados Unidos (Adult Top 40)          | 28             |
| Estados Unidos (Mainstream Top 40)     | 18             |
| Estados Unidos (Rhythmic)              | 37             |
| Estados Unidos (Rolling Stone Top 100) | 2              |
| Finlandia (OFC)                        | 7              |
| Francia (SNEP)                         | 20             |
| Global 200 (Billboard)                 | 1              |
| Global 200 Excl. US (Billboard)        | 1              |
| Grecia (IFPI)                          | 1              |
| Hungría (Single Top 40)                | 1              |
| Hungría (Stream Top 40)                | 2              |
| Irlanda (IRMA)                         | 1              |
| Islandia (Tónlist)                     | 38             |
| Israel (Media Forest)                  | 20             |
| Italia (FIMI)                          | 18             |
| Japón Hot 100 (Billboard)              | 39             |
| Letonia (Latvijas Top 40)              | 8              |
| Lituania (AGATA)                       | 1              |
| Malasia (RIM)                          | 1              |
| Noruega (VG-lista)                     | 7              |
| Nueva Zelanda (RMNZ)                   | 1              |
| Países Bajos (MegaCharts)              | 8              |
| Países Bajos (Top 40 Hitdossier)       | 35             |
| Reino Unido (UK Singles Chart)         | 1              |
| Reino Unido (Singles Downloads Chart)  | 13             |
| Reino Unido (Physical Singles Chart)   | 2              |
| República Checa (ČNS IFPI)             | 24             |
| Singapur (RIAS)                        | 1              |
| Suecia (Sverigetopplistan)             | 10             |
| Suiza (Schweizer Hitparade)            | 5              |

## Historial de lanzamiento
| Región         | Fecha                 | Formato                  | Discográfica     | Ref. |
| -------------- | --------------------- | ------------------------ | ---------------- | ---- |
| Varios         | 23 de octubre de 2020 | Descarga digital, stream | Republic Records |      |
| Estados Unidos | 27 de octubre de 2020 | US Pop Radio             | Republic Records |      |